# Eleição para o Senado federal por Wisconsin em 2010
A eleição para o senado do estado americano do Wisconsin em 2010 aconteceu em 4 de novembro de 2010, assim como em 38 estados.
Em Wisconsin, as pesquisas mostram que Ron Johnson deve sair vitorioso do pleito, na última pesquisa o republicano Ron Johnson teria 12% dos votos a mais que o segundo colocado, Russ Feingold, do Partido Democrata.As pesquisas não erraram em Wisconsin, Ron Johnson foi eleito senador com mais de 51% dos votos.

## Primária Republicana
| Primária Republicana | Primária Republicana | Primária Republicana | Primária Republicana | Primária Republicana | Primária Republicana |
| Partido              | Candidato            | Votos                | %                    |                      |                      |
| Republicano          | Ron Johnson          | 500.821              | 84,7%                |                      |                      |
| Republicano          | David Westlake       | 61.287               | 10,4%                |                      |                      |
| Republicano          | Stephen M. Finn      | 29.002               | 4,9%                 |                      |                      |
| Total                | Total                | 591.107              | 100%                 |                      |                      |
| -------------------- | -------------------- | -------------------- | -------------------- | -------------------- | -------------------- |